# Don Juan (1926)
Don Juan (bra/prt: Don Juan) é um filme pre-Code estadunidense de 1926, dos gêneros aventura e drama romântico, dirigido por Alan Crosland, e estrelado por John Barrymore. O roteiro de Bess Meredyth foi baseado no poema homônimo de 1821, de Lord Byron.
É o primeiro longa-metragem a utilizar o sistema de som Vitaphone com uma trilha sonora e efeitos sonoros sincronizados, embora não tenha diálogo falado. O filme tem o maior número de beijos na história do cinema, com Barrymore beijando Mary Astor e Estelle Taylor 127 vezes.

## Sinopse

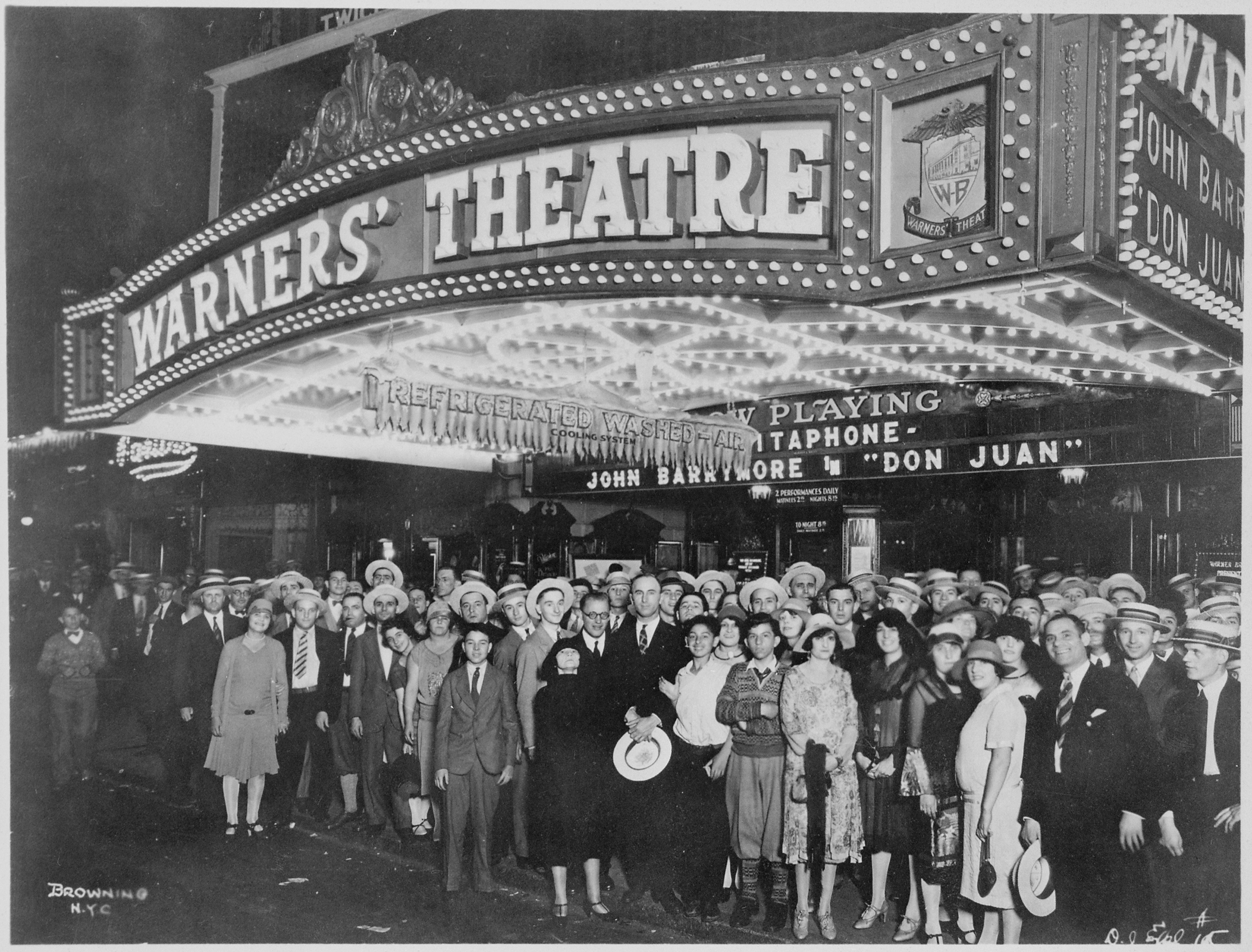
Espectadores posando para a câmera no lado de fora do Warner's Theatre, minutos antes da estreia (6 de agosto de 1926).

Don Juan (John Barrymore) é um charmoso jovem que aprendeu com o pai todos os segredos da arte da sedução. Em meio a diversas aventuras amorosas e duelos de espada com maridos enfurecidos, Don Juan conhece a bela Adriana Della Varnese (Mary Astor), a única jovem da região que parece não ceder aos seus encantos. Decidido a conquistar a garota, o galã terá de enfrentar uma poderosa tirana local.

## Elenco
- John Barrymore como Don José de Marana / Don Juan de Marana
- Mary Astor como Adriana Della Varnese
- Jane Winton como Donna Isobel
- John Roche como Leandro
- Warner Oland como César Bórgia
- Estelle Taylor como Lucrécia Bórgia
- Montagu Love como Conde Giano Donati
- Josef Swickard como Duque Della Varnese
- Willard Louis como Pedrillo
- Nigel De Brulier como Marquês Rinaldo
- Hedda Hopper como Marquesa Rinaldo
- Myrna Loy como Mai, a dama de companhia

Não-creditados
- Lionel Braham como Duque Margoni
- Helene Costello como Rena, a empregada de Adriana
- Helena D'Algy como Donna Elvira, a assassina
- Yvonne Day como Don Juan (aos 5 anos)
- Philippe De Lacy como Don Juan (aos 10 anos)
- Emily Fitzroy como Viúva
- Johnny George como Corcunda / Casteleiro / Informante
- Gibson Gowland como Cavalheiro de Roma
- Phyllis Haver como Impéria
- Sheldon Lewis como Cavalheiro de Roma
- June Marlowe como Trusia
- Dick Sutherland como Cavalheiro de Roma
- Gustav von Seyffertitz como Neri, o alquimista
- Helen Lee Worthing como Eleanora

## Produção
Lou Tellegen, um ator de cinema e teatro antigo, havia estrelado uma produção da Broadway baseada na história de Don Juan em 1921. A peça durou apenas 14 performances no Garrick Theatre. A trilha sonora do filme foi realizada pela Orquestra Filarmônica de Nova Iorque. George Groves, a serviço da The Vitaphone Corporation, foi encarregado de gravar a trilha sonora. Ele realizou uma técnica inovadora de vários microfones, e executou uma mixagem ao vivo de 107 peças. Ao fazer isso, ele se tornou o primeiro mixer de música na história do cinema.

## Recepção
O filme foi um sucesso de bilheteria, sendo o filme de maior bilheteria da Warner até o momento, apesar das críticas negativas da crítica especializada de Nova Iorque. De acordo com os registros da Warner Bros., o filme arrecadou US$ 1.258.000 nacionalmente e US$ 435.000 no exterior, totalizando US$ US$ 1.693.000 mundialmente.
Os ingressos noturnos de abertura custaram US$ 10, e foi o primeiro filme na Broadway a cobrar mais de US$ 3 por um ingresso regular, com os preços mais altos sendo de US$ 3.30 por noite. Nas cinco apresentações do fim de semana, arrecadou US$ 13.787, com pessoas lutando para conseguir entrar e ingressos trocando de mãos por US$ 5.

## Questões legais
Em 24 de agosto, duas semanas após a estreia, o jornal The New York Times informou que a ASCAP estava processando reivindicações de violação de direitos autorais em nome da editora Robbins-Engel Music sobre uma partitura presente em "Don Juan". O compositor William Axt usou duas peças que ele havia composto anteriormente para uma biblioteca de músicas de filmes mudos pertencentes à Robbins-Engel, "The Fire Agitato" e "In Gloomy Forests", juntamente com várias peças de música clássica europeia que ainda estavam sob direitos autorais. Uma das composições que Axt interpolou na partitura de "Don Juan" foi "Till Eulenspiegel's Merry Pranks", um poema sinfônico do compositor alemão Richard Strauss. Na época do evento, o Warner's Theatre tinha uma licença ASCAP válida para o desempenho público, e pagou os royalties mecânicos estatutários para os discos Vitaphone contendo o áudio da trilha sonora, mas eles não licenciaram as composições protegidas por direitos autorais especificamente para os direitos de sincronização. O assunto foi resolvido fora do tribunal, e o diretor musical do Warner's Theatre, Herman Heller, designou Ottalie Mark à tarefa de criar um banco de dados de pesquisa de direitos autorais para os filmes da Warner Bros., a fim de evitar novas reivindicações por infração.

## Preservação
Uma impressão de "Don Juan", incluindo sua trilha sonora Vitaphone, ainda sobrevive e é preservada no Arquivo de Cinema e Televisão da UCLA.

## Mídia doméstica
Em 2011, o filme, juntamente com os curtas sonoros originais Vitaphone, foi lançado em DVD fabricado sob demanda pela Warner Archive Collection.